# 11-я отдельная авиационная группа (экранопланов)
11-я отдельная авиационная группа (экранопланов) ВВС ЧФ  — ныне не существующая воинская часть Военно-морского флота. Единственное в составе ВМФ СССР и РФ воинское подразделение, имеющие на вооружении боевые экранопланы - летательные аппараты, использующие экранный эффект поверхности.

## История
В начале 60-х годов прошлого века в г. Каспийск Дагестанской АССР была создана опытная база, на которой проходил испытания экраноплан КМ. Экраноплан формально был отнесён к 104-й бригаде строящихся подводных лодок.
В 1972 году на испытания вышел экранолёт А-90 «Орлёнок». В 1974 году началось серийное производство. Планировалось построить 24, но реально было изготовлено только пять (один предназначался для статиспытаний) машин. Первый серийный экранолёт С-21 вышел на госиспытания 5 октября 1979 года. Формально экранолёт был включён в состав 369-й бригады охраны водного района. Первый штатный экипаж С-21:
- Командир корабля капитан Ленский
- Помощник командира корабля капитан Ситников
- Штурман корабля капитан Братчиков
- Бортинженер капитан-лейтенант Семёнов
- Бортрадист прапорщик Томилин
- Бортовой оператор прапорщик Ковпак
- Бортовой механик прапорщик Капустин
- Бортовой электрик мичман Зимний

В период 1979-1983 гг экранопланы были сведены в 236-й дивизион кораблей-экранопланов, в составе 106-й бригады десантных кораблей КаВФ. Местом дислокации был выбран военный завод «Дагдизель» в г. Каспийске, где находился опытный филиал Горьковского ЦКБ судов на подводных крыльях.
Приказом МО СССР №00136 от 12.10.1984 года десантные экранолёты пр.904 приняты на вооружение. В декабре этого года дивизион кораблей-экранопланов переформирован в эскадрилью.
В соответствии с приказом МО СССР №0256 от 12.11.1986 года экранолёты «Орлёнок» считаются видом техники Морской авиации СССР.

Директивой ГК ВМФ №ДФ-035 эскадрилья экранопланов переформирована в 11-ю отдельную авиационную группу (экранопланов). На вооружении были три экранолёта проекта 904 «Орлёнок».
В декабре 1989 года в состав 11-й ОАГ включили ракетный экраноплан пр. 903 «Лунь»
28 августа 1992 года произошла катастрофа экранолёта с бортовым № С-21. После этого все полёты были прекращены, а в дальнейшем, и не возобновлялись, по причине общего упадка экономики в стране.

1 мая 1998 года 11-я ОАГ была переформирована в 4595-ю базу хранения экранопланов. Экранолёты «Орлёнок»: С-21 списан (катастрофа), С-25 утилизирован в 1999-2000 гг, С-26 отбуксирован на Химкинское водохранилище и установлен в качестве экспоната. Экраноплан «Лунь» С-31 стоит на берегу на территории бригады пограничных сторожевых кораблей. Экраноплан С-33 («Спасатель») не достроен.
Помимо хранения экраноплана С-31, 4595-я БХр обеспечивает деятельность вертолётной группы, выделяемой из состава ВВС ЧФ в интересах командования КаВФ.

## Аэродром
Аэродром Каспийск (Kaspiysk)
Индекс ЬРМЛ / XRML
КТА N42.88258° E047.66430°
Превышение - 23 метра
ВПП 13/31
Длина 445, ширина 25 метров
Покрытие - бетон

## Командиры части
- Ленский Ю.Г. (с 1984 г.)
- Масанов (с 1990 г.)
- Брынцев А.И.(с 1992 г. по 1998 г).